# Шемякина (Иркутская область)
Шемякина — деревня в Тайшетском районе Иркутской области России. Входит в состав Бузыканского муниципального образования. Находится примерно в 69 км к северу от районного центра.

## Население
По данным Всероссийской переписи, в 2010 году в деревне проживали 4 человека (3 мужчины и 1 женщина).